# 德格紫堇
德格紫堇（学名：Corydalis degensis）为罂粟科紫堇属下的一个种。

## 扩展阅读
- 維基物種上的相關：德格紫堇